# Pierre-Yves Michel
Pierre-Yves Michel, (narozený 17. února 1960 v Roanne v departementu Loire), je francouzský římskokatolický biskup, sídelní biskup z Nancy-Toul a primas lotrinský od 6. dubna 2023.

## Život

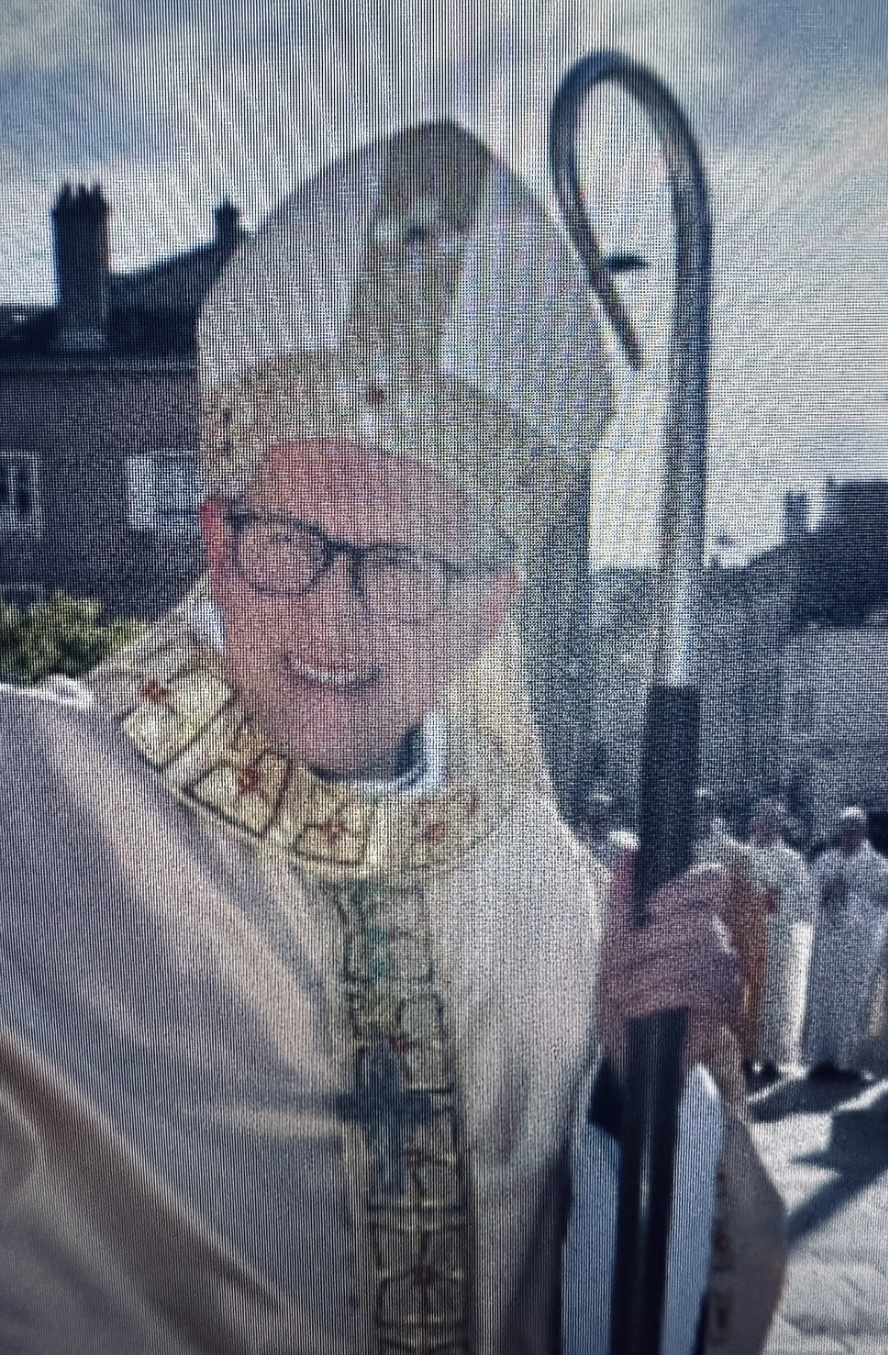
Biskup Michel, primas lotrinský

Svou školní docházku zahájil v instituci Saint-Paul de Roanne, kde v 1978 získal bakalářský titul. Vystudoval notářské právo na univerzitě v Lyonu-III v 1983, poté absolvoval vojenskou službu u četnictva (gendarmerie nationale) ve Fontainebleau v 1983 až 1984. Než se rozhodl pro seminář, který navštěvoval v 1984 až 1987 v Paray-le-Monial, pak v letech 1987 až 1991 v Lyonu, váhal s převzetím otcovy pozice notáře. Získal také magisterský titul v teologii na Katolické univerzitě v Lyonu.
Dne byl vysvěcen na jáhna 11. července 1990. Pierre-Yves Michel byl vysvěcen na kněze 30. června 1991 v primaciálním kostele Saint-Jean v Lyonu Albertem Decourtrayem.
Dne 6. dubna 2023 byl jmenován biskupem v Nancy-Toul. Jeho instalace proběhla 18. května 2023 v katedrále Notre-Dame-de-l'Annonciation v Nancy Jean-Lucem Bouilleretem, metropolitním arcibiskupem z Besançonu, za přítomnosti Celestina Miglioreho, apoštolského nuncia ve Francii.